# Peribatodes simplicia
Peribatodes simplicia är en fjärilsart som beskrevs av Lenek 1951. Peribatodes simplicia ingår i släktet Peribatodes och familjen mätare. Inga underarter finns listade i Catalogue of Life.